# Milne-Edwards' sifaka
De Milne-Edwards' sifaka (Propithecus edwardsi) is een zoogdier uit de familie van de indriachtigen (Indriidae). De wetenschappelijke naam van de soort werd voor het eerst geldig gepubliceerd door Alfred Grandidier in 1871, die de soort vernoemde naar zijn collega Henri Milne-Edwards.

## Voorkomen
De soort komt voor tussen de rivieren Mangoro en Mananara in het centraal-oosten van Madagaskar, waar deze onder andere leeft in het nationaal park Ranomafana.